# Wardböhmen

Wappenähnliches Logo der Ortschaft Wardböhmen

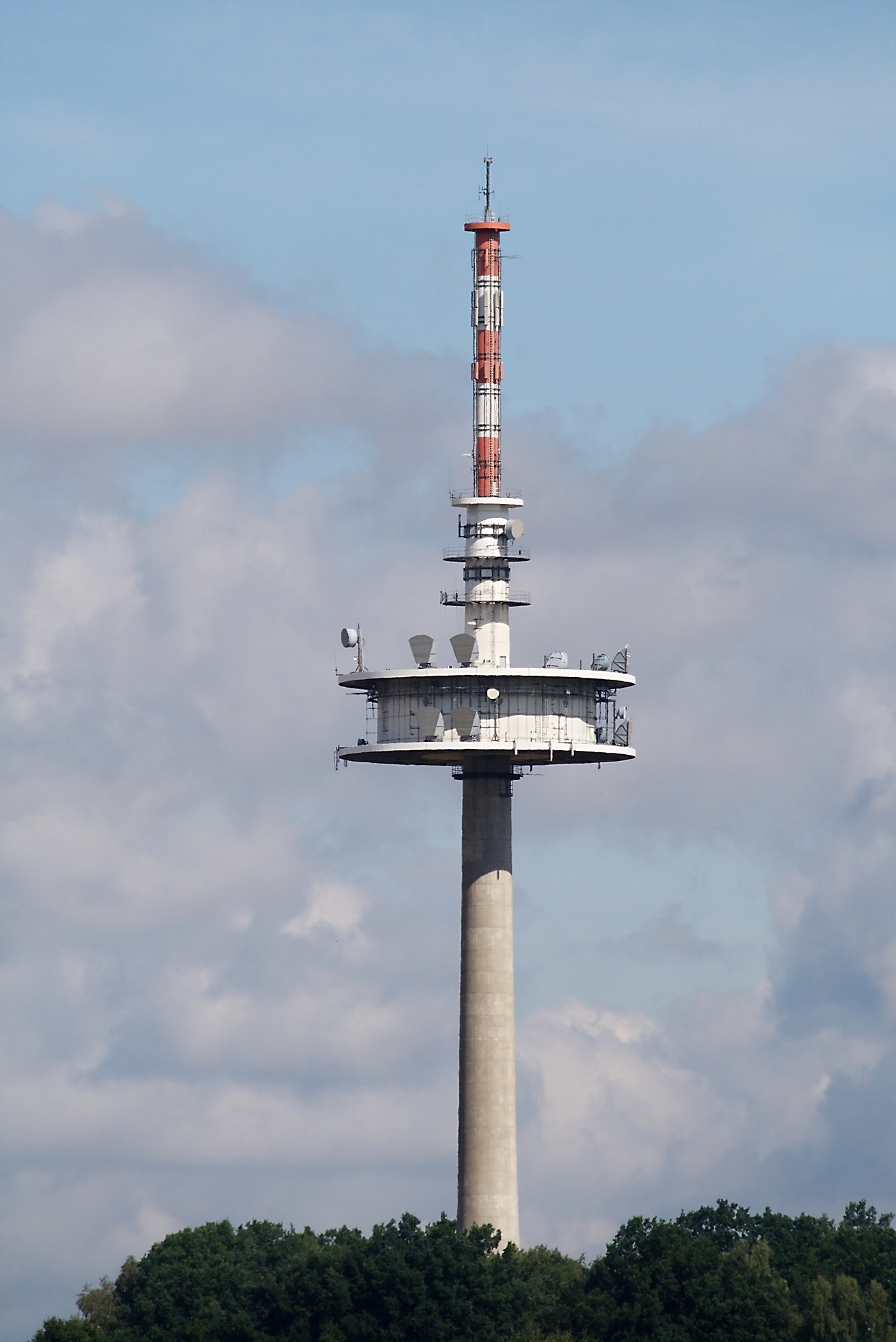
Fernmeldeturm Wardböhmen

Wardböhmen ist eine Ortschaft der Stadt Bergen im nördlichen Landkreis Celle in der Lüneburger Heide. Sie liegt 6 km nördlich von Bergen an der Bundesstraße 3.

## Geschichte
Wardböhmen wurde urkundlich erstmals 1197 unter dem Namen Werthebohmen in parrochia Berge erwähnt. Der Name wird bei Alpers und Barenscheer wie folgt abgeleitet: warde = Warte + böme = Bäume.
Im Bomann-Museum in Celle und im Landesmuseum Hannover Abteilung „Menschenwelten“ befinden sich Ausgrabungsfunde aus Hügelgräbern am Hengstberg und Schaftstallberg, südwestlich von Wardböhmen. Trachtbestandteile: V-Haubenschmuck, Halskragen, Schmuckscheibe, Nadel, Arm- und Beinringe aus der Zeit 1500–1200 v. Chr. Grabbeigaben einer Frau der Älteren Bronzezeit, gefunden am Schaftstallberg, sind im Heimatmuseum Römstedthaus in Bergen zu sehen.

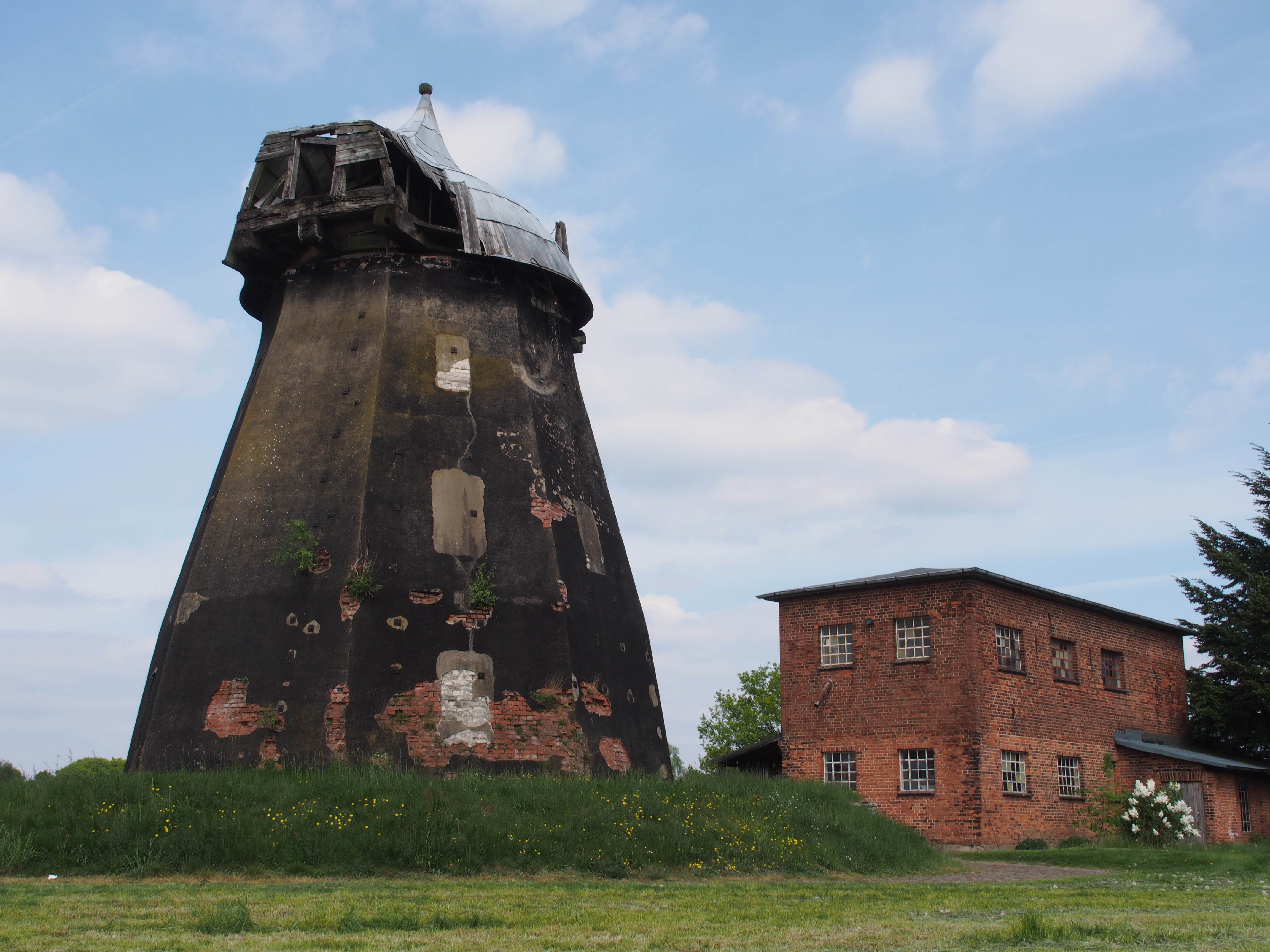
Ehemalige Windmühle von 1877/78
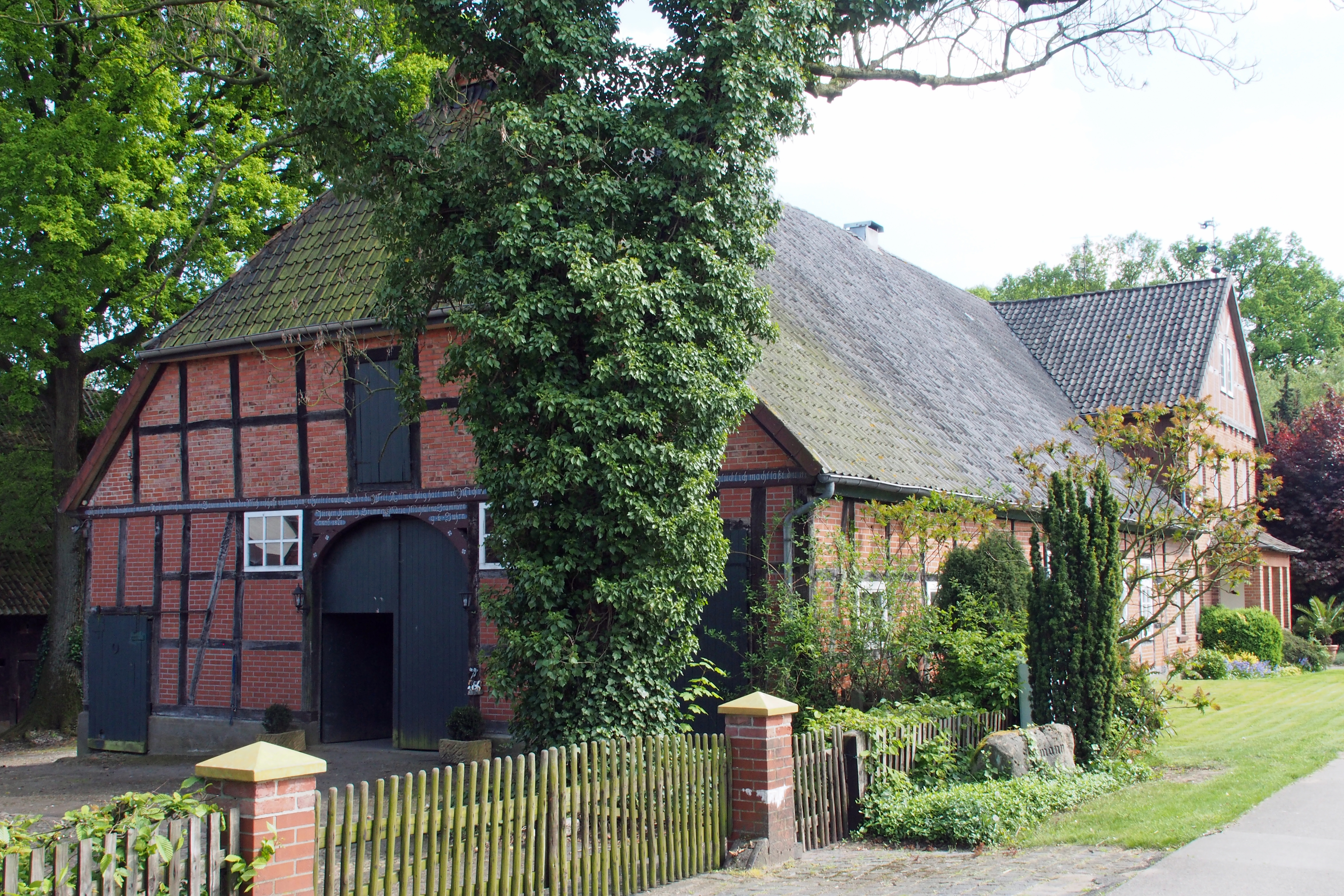
Fachwerkhaus Wardböhmen Nr. 3
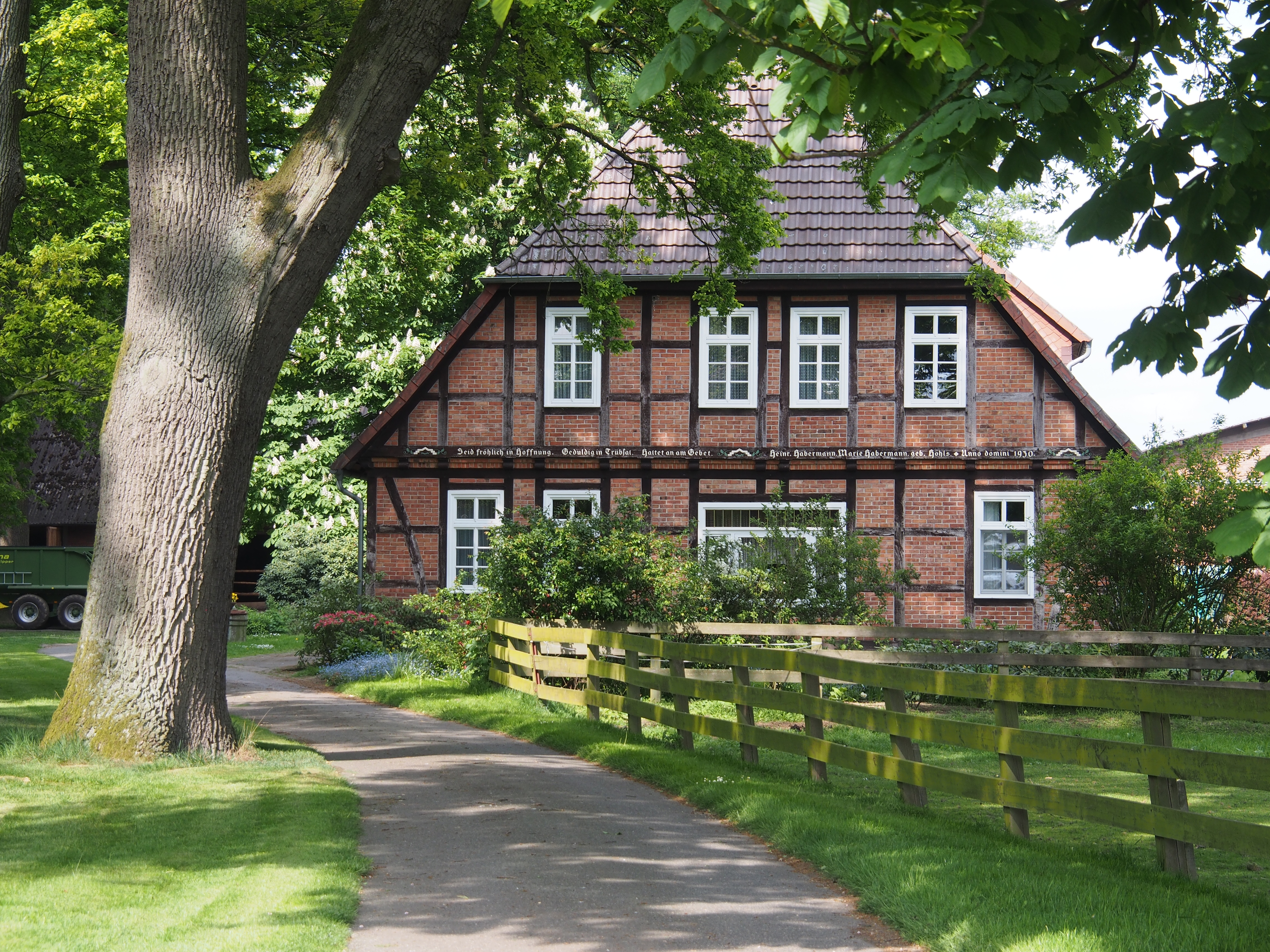
Fachwerkhaus Wardböhmen Nr. 9
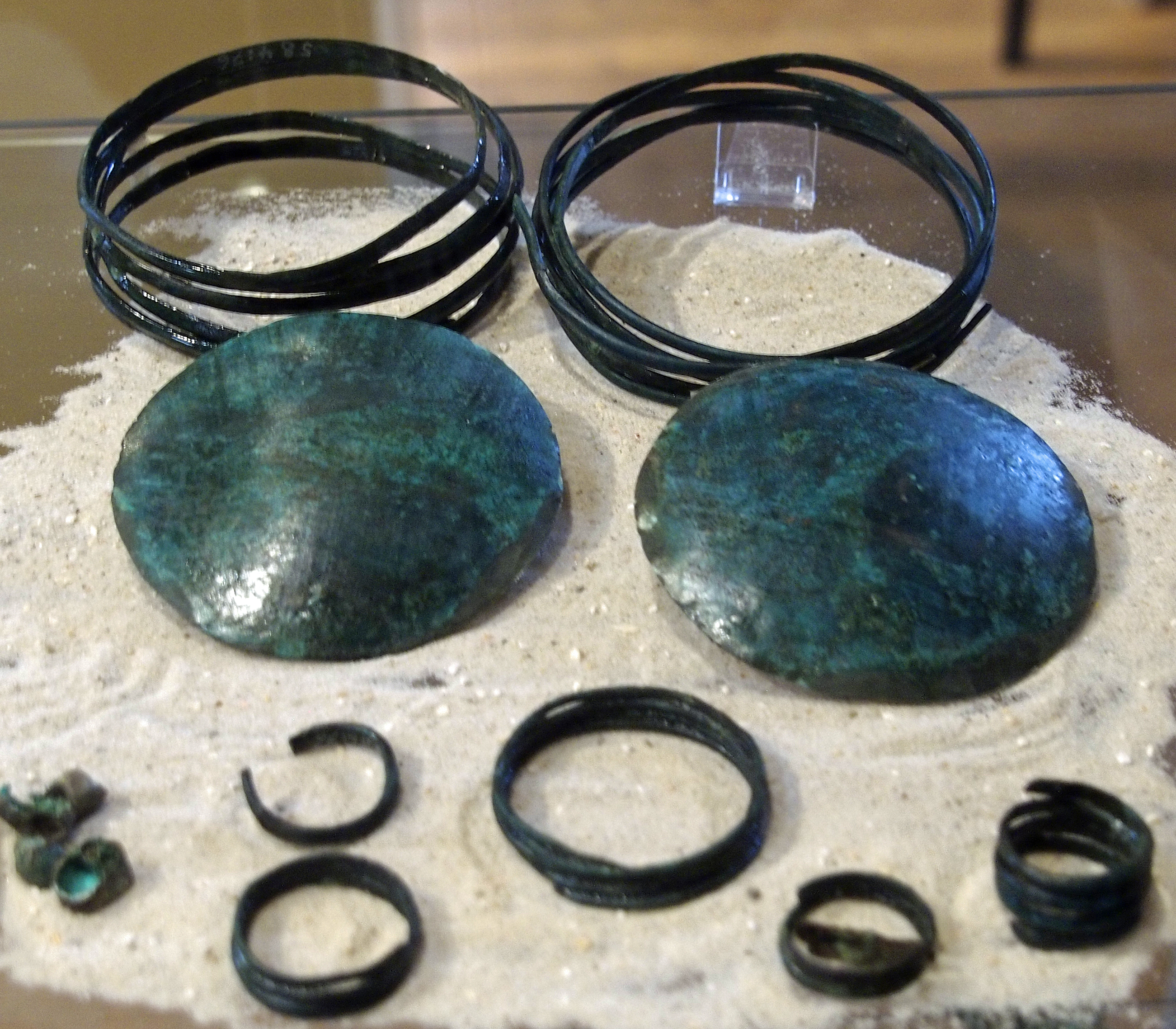
Grabbeigaben aus der Älteren Bronzezeit
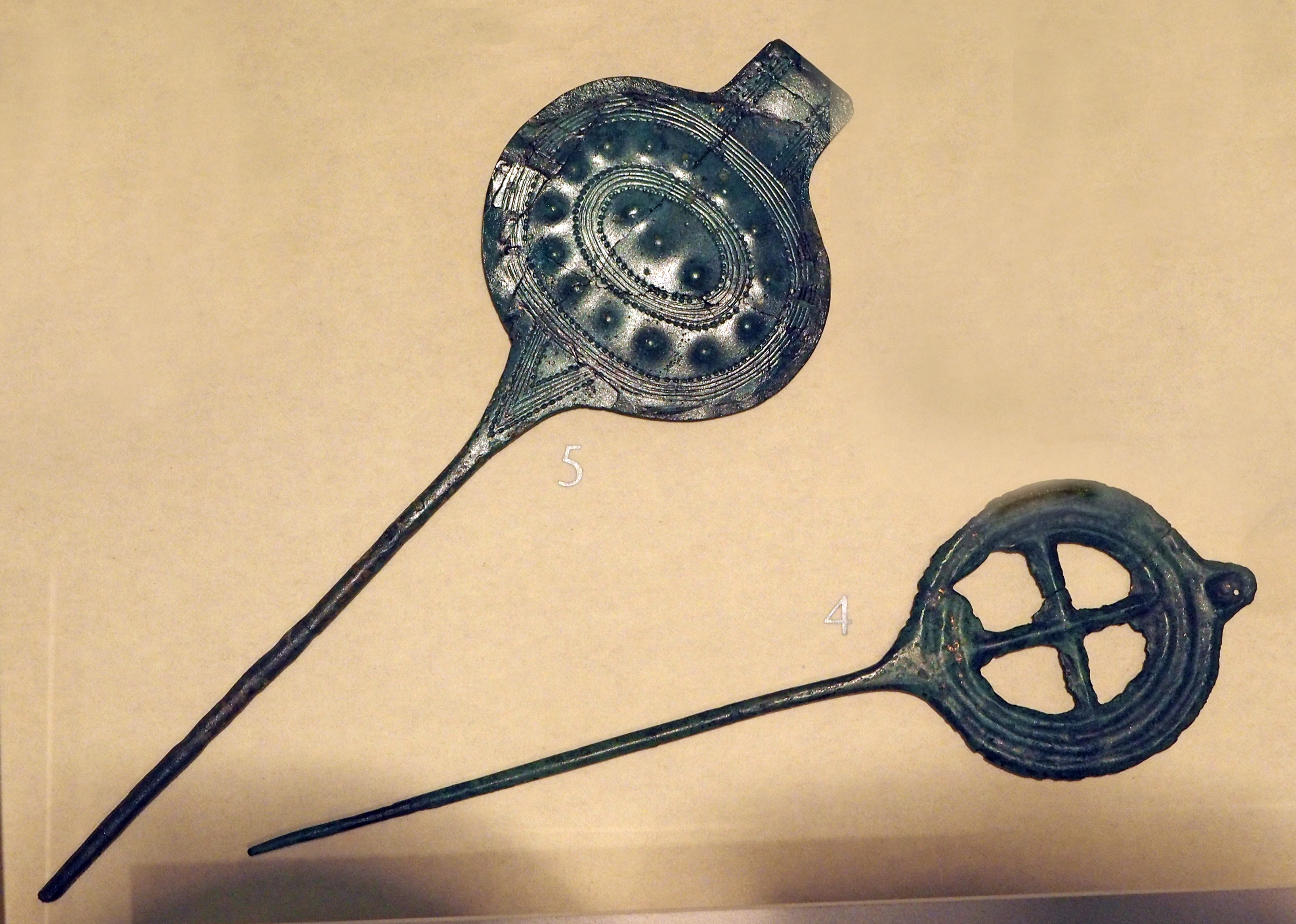
Scheibennadel aus Wardböhmen – links

Ortsteile von Wardböhmen sind die Dörfer Hoope und Sehlhof.
Am 1. Februar 1971 wurde Wardböhmen in die Stadt Bergen eingegliedert.

## Politik

### Ortsrat
Der Ortsrat, der Wardböhmen vertritt, setzt sich aus fünf Mitgliedern zusammen. Die Ratsmitglieder werden durch eine Kommunalwahl für jeweils fünf Jahre gewählt.
Bei der Kommunalwahl 2021 ergab sich folgende Sitzverteilung:
- Zukunftsorientierte Bürger Wardböhmens: fünf Sitze

### Ortsbürgermeister
Ortsbürgermeister ist Christoph Kohrs.

### Wappen
Auf goldenem Schild steht unten ein blaues Dreieck mit leicht geschwungenen Kanten. Rechts oben eine grüne Windmühle, links oben ein grüner Treppenspeicher, in der Mitte unten ein silberner Fernmeldeturm.

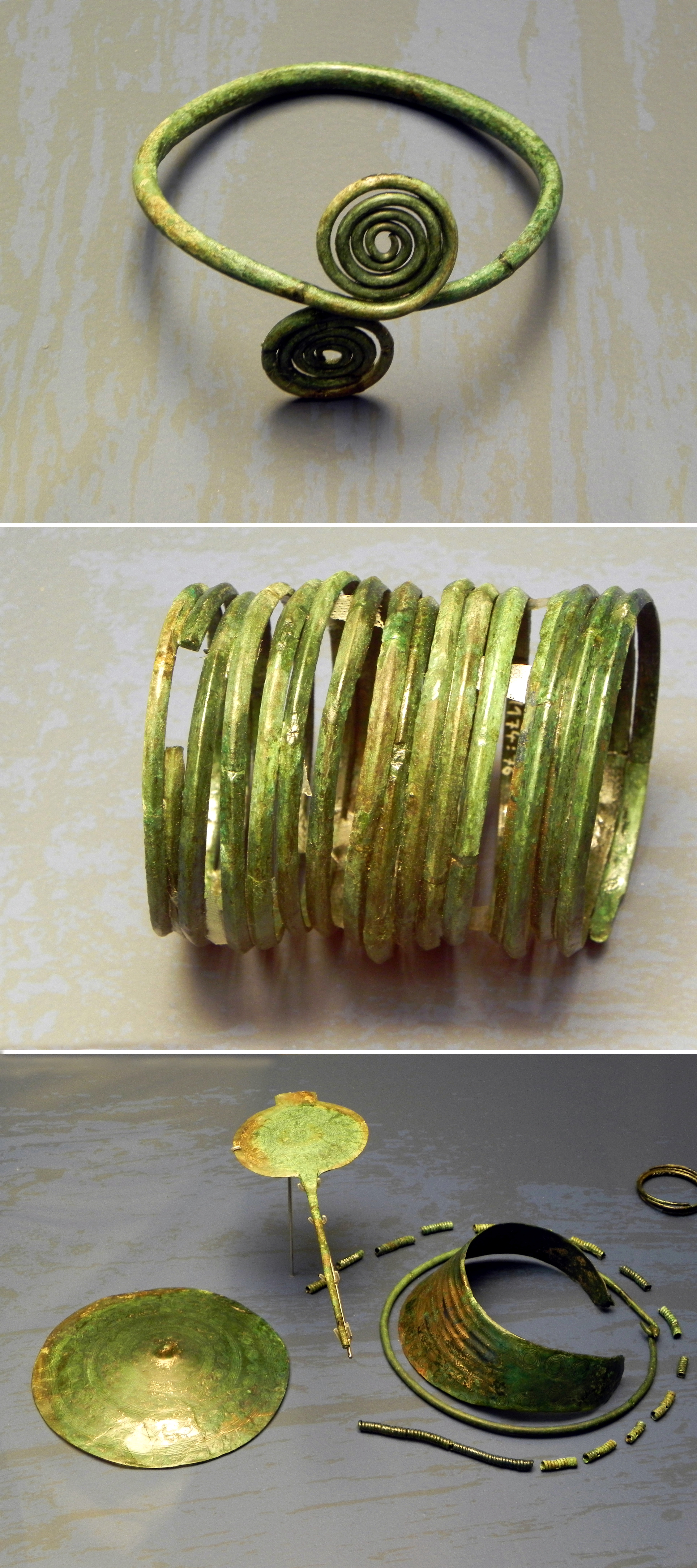
Trachtbestandteile aus einem Hügelgrab nahe Wardböhmen

## Kultur und Sehenswürdigkeiten
- Die Mühle von 1877/78 steht unter Denkmalschutz. Sie wurde bis 1975 betrieben, ab 1950 allerdings ohne Flügel.
- Der Fernmeldeturm der Funkübertragungsstelle Bergen 1 ersetzte 1986 den alten, 1952 erbauten Turm, der erst 1996 abgerissen wurde.
- Das Schlageter Denkmal, das an Albert Leo Schlageter erinnert. Es wurde 2012 neu errichtet und steht, öffentlich zugänglich, am Waldrand südwestlich des Dorfes.[6]

## Baudenkmäler
Siehe Baudenkmale in Wardböhmen

## Wirtschaft und Infrastruktur
Der Bahnhof Wardböhmen liegt an der Bahnstrecke Celle–Soltau. Regelmäßiger Personenverkehr findet nicht statt.